# Grotere Himalaya
De Grotere Himalaya of het Himalaya-systeem is een niet vastomlijnde serie gebergtes in het zuiden en midden van Azië. Deze gebergtes zijn geologisch verwant. Ze zijn ontstaan door de botsing van India op het zuiden van Azië.
De kern van de Grotere Himalaya bestaat uit de Himalaya en de Karakoram, die de scheiding tussen het Indisch Subcontinent en de rest van Azië vormen. De Himalaya en Karakoram zijn de hoogste twee gebergtes ter wereld. In het noordwesten ligt de Karakoram naast de Pamir, die op zijn beurt weer aan de Tiensjan grenst, die ten slotte ten zuidwesten van de Altaj ligt. In het oosten grenst de Himalaya aan de Hengduan Shan in het westen van China. In Tibet, ten noorden en parallel aan de Himalaya, liggen de Kunlun en Nyenchen Tanglha. Nog verder noordelijk, aan de rand van het Tibetaans Plateau, liggen de Qilian Shan en Altyn Tagh. In het oosten gaan de gebergtes van Tibet over in de Qinling Shan, die het noorden en zuiden van China scheidt. De Karakoram gaat in het zuidwesten over in de Hindu Kush en Hindu Raj. Deze gaan verder in het westen weer over in lagere gebergtes van Afghanistan en Iran; net zoals de Hengduan Shan in het oosten in de lagere gebergtes van Indochina overgaat.
Welke van al deze gebergtes tot de Grotere Himalaya gerekend worden kan verschillen en is arbitrair. Op zijn beurt is de Grotere Himalaya weer onderdeel van de Alpide gordel, waartoe gebergtes langs de gehele lengte van de zuidelijke rand van Eurazië behoren.